# 帕特丽夏·布利里奇
帕特丽夏·布利里奇（西班牙語：Patricia Bullrich，發音：[paˈtɾisja ˈβulritʃ] ⓘ；1956年6月11日—）是阿根廷政治家，现任安全部长（此前曾在2015年至2019年担任此职），也是共和国方案党魁。
在2023年初选中击败奥拉西奥·罗德里格斯·拉雷塔-赫拉尔多·莫拉莱斯后，成为合力改变在2023年大选的总统候选人。最终以23.8%的得票率在大选中落败，无缘第二轮投票。她和她的前竞选搭档路易斯·佩特里均选择支持哈維爾·米萊。2023年12月1日，哈维尔·米莱确认她将担任安全部部长。

## 生平
帕特丽夏·布利里奇出生于1956年6月11日布宜诺斯艾利斯，是心脏病医生亚历杭德罗·布利里奇和卢罗·普埃雷东所生下的。有一段时间，她是三个兄弟姐妹中最小的一个。父母婚姻破裂后，父亲又生了三个兄弟姐妹。她和塞萨尔·普埃雷东和法比安娜·坎蒂洛为表亲。
她母系来自于阿根廷传统家族普埃雷东，拥有阿根廷、加利西亚、法国和爱尔兰血统，该家族声名赫赫的人有拉普拉塔河联合省最高执行官胡安·马丁·德普埃雷东、伊波利托·伊里戈延政府内的农业部长和外交部长奥诺里奥·普埃雷东。其父系源自德国人奥古斯托·布利里奇，其后代致力于农牧业事业，在布宜诺斯艾利斯建立了“Casa Bullrich”购物中心。她的长辈中亦有担任过布宜诺斯艾利斯市长一职的亲戚：阿道弗·布利里奇和卡洛斯·阿尔韦托·普埃雷东。

## 政治生涯

### 庇隆青年运动
1973年，17岁的布利里奇，开始参与由Rodolfo Galimberti和丹特·古略领导的地区庇隆青年阿巴斯托分部（蒙东内罗斯青年翼）。
同年，庇隆结束流亡生涯回归阿根廷，她与庇隆青年成员一同前往埃塞萨迎接。但由于发生武力骚动，所以在到达前就返程。1975年，她认识到了蒙托内罗斯北纵队队员、Galimberti的秘书，Marcelo "Pancho" Langieri，并在未来与其结婚。
1974年5月1日劳动节，她在五月广场见证了时任总统庇隆驱逐了蒙托内罗斯（武装左翼庇隆主义团体），标志着庇隆主义内部的右翼与革命庇隆主义的分裂。
布利里奇表示她并非蒙東内罗斯成员，而是庇隆青年的成员。根据杂志《新闻》报道称，她在游击队里达到少尉并自称Carolina Serrano，绰号La Piba。
1974年7月庇隆逝世后，针对青年武装分子的镇压有所加强。1975年，19岁的布利里奇，在一次政治宣传行动中因涂鸦哲学与文字学院大门而被捕。在监狱的六个月先后经历了阿根廷联邦警察的联邦安全监督局，然后是德沃托监狱。出狱后，为了避免政治迫害，她被迫放弃在布宜诺斯艾利斯大学学习社会学和参与庇隆青年运动，转而在贝尔格拉诺大学学习法学。

### 流亡
1976年3月政变后，肮脏战争开始，庇隆青年的成员有的失踪，有的流亡，最终因为内部分歧而消失。
1977年，布利里奇与伴侣Marcelo "Pancho" Langieri流亡巴西，并到过墨西哥和西班牙。
1978年，21岁的她只身前往西班牙，并领导了马德里的庇隆青年运动。在阿根廷举办世界杯期间，她向国际社会揭露独裁政权的罪行。回到墨西哥后，她坚决反对蒙東内罗斯武力反攻阿根廷的计划。
1979年，怀有身孕并持假护照的她与伴侣Langieri暂时返回阿根廷生子，并组织地下党。在儿子Francisco出生后回到巴西；在里约热内卢，她是Guillermo O'Donnell的秘书。

### 回到阿根廷
1982年，马岛战争爆发，她决定返回阿根廷。在战争结束后，一场民主化运动浮现出来。在她准备前往日内瓦参加关于阿根廷民主化的会议时，军政府将其拘捕。人权组织和巴西军政府总统若昂·菲格雷多要求释放。最后她成功前往日内瓦，随后回到阿根廷，并致力于为1983年总统候选人伊塔洛·卢德尔的精选集出力。与此同时，她与阿根廷激进青年、共产主义青年联合会、不妥协青年和MID一同组织青年政治运动。
1983年选举中，激进公民联盟以51.75%的得票率获胜。这场选举失利使庇隆党陷入困境。为了团结青年党员，布利里奇在科尔多瓦组织了一场庇隆青年全国大会。劳尔·阿方辛上任前，接见布利里奇和其他青年政治领导人，合作加强民主政体。
自1985年以来，她质疑为何庇隆党通过金钱和营销而不是改革，维持持政治影响。
1993年，她当选布宜诺斯艾利斯市议员。
她曾在胡爾林漢和布宜诺斯艾利斯市政府工作过。最终她加入安东尼奥·德拉鲁阿的联盟。

### 费尔南多·德拉鲁阿任内
1999年，费尔南多·德拉鲁阿任内，她成为司法和人权部刑事政策和监狱事务秘书处处长。2000年4月，她决定解雇112名协助囚犯越狱的狱警。
2000年10月，布利里奇接替阿尔韦托·弗拉马里克就任劳动、就业和人力资源部长，后者因卷入劳动改革法的腐败丑闻而辞职。
2001年1月6日，布利里奇呼吁对贿赂丑闻漩涡中心的《劳动改革法》所涵盖的400项协议进行修改。她推动法案，取消了工资超过一千比索（美元）的工人的所有家庭津贴，并创建了一个综合家庭保障系统。同时提倡一项“工会透明度”计划，其中包括工会领袖提交收入声明的义务。

#### 削减养老金
2001年10月至11月间，担任新建立的社会保障部长，随后辞职。在所谓的《零赤字法》背景下，布利里奇推动一项政令，将超过500比索（美元）的公务员工资和养老金降低13%。在她任内，失业率从15%上升至25%。

### 自由联盟

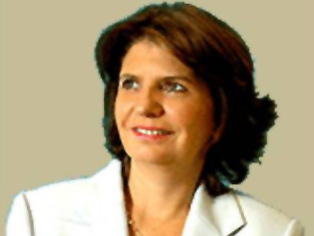
2007年的布利里奇

2001年之后，她创建自由联盟（当时叫大众联盟），曾参选过2003年布宜诺斯艾利斯市政府首脑选举，获得9.76%支持率。也竞选过布宜诺斯艾利斯市国家众议员之位。
2007年，与埃莉萨·卡里奥的公民联盟合并。同年，布利里奇在当选2007年至2011年布宜诺斯艾利斯自治市国家众议员。

### 国家安全部长
2015年12月，毛里西奧·馬克里上任总统并任命布利里奇为国家安全部部长，宣布重点将放在“现有”警察、贴近公民以及打击贩毒。她任命了律师巴勃罗·诺切蒂作为她的秘书，他曾在拉潘帕和乌拉圭河畔康塞普西翁的危害人类罪案中作为辩护方发挥过重要作用。
布利里奇采取的第一项重要措施是2015年12月17日宣布“公共安全紧急状态”，以“打击販毒和公民安全问题”，并“覆盖与社会、教育和司法有关的领域”。
2016年初，开始对阿根廷联邦警察进行大刀阔斧的改革，以便打击跨国犯罪、贩毒和其他有组织犯罪。具体建立一个双层紧密相连的执法体系：一是省警察体系，负责维护公民安全；另一项是新联邦警察，负责全国范围内的安全。
为了加强联邦与地方警力之间的协调，她重振了第24,059号法建立的内政安全委员会（Consejo de Seguridad Interior），委员会由24位省级安全部长以及阿根廷國家憲兵、阿根廷海警、机场安全警察和阿根廷联邦警察领导组成。该委员会一致同意需要宣布公共安全紧急状态。

##### 城市安全

###### 建立布宜诺斯艾利斯市警察
她采取的首批措施是根据2016年11月17日批准的第5688/16号《综合公安系统法》，成立布宜诺斯艾利斯市警察。阿根廷联邦警察于2016年1月开始向当时的布宜诺斯艾利斯城市警察移交资源，并于2017年1月1日开始运作。

###### 安全社区计划
2016年，安全社区开始实施，针对贫民窟或暴力指数高的棚户区的示范计划，旨在减少有组织犯罪（特别是贩毒）并恢复原有的合法性。在采取遏制、社会援助和预防政策后，凶杀案和抢劫案大幅减少。2018年，政策实施后三年，布省莫龙区卡洛斯·加德尔区、布市下弗洛雷斯区1-11-14区和布市索尔达蒂镇法蒂玛区内再无凶杀案记录。同样布市巴拉卡斯区21-24区犯罪率下降83%，而31区犯罪率下降76%。在圣菲省加尔韦斯省长镇犯罪率下下降67%。

###### 球场安全计划
为消除球场暴力（特别是足球流氓），包括贩毒和倒卖门票等非法活动而开展球场安全计划，计划开展于2016年9月的布宜诺斯艾利斯并延伸到全国。也与俄罗斯政府签署了一项协议，负责2018年世界杯的安保工作。阿根廷安保组获得了世界杯期间最佳表现奖。之后成功与巴西、乌拉圭、哥伦比亚、智利和巴拉圭达成安保协议。

###### 索菲亚警报
2019年3月，布利里奇推出索菲亚警报，用于寻找处于极度危险中的失踪未成年人。系统仿照美国的安珀警报。以2008年火地省失踪儿童索菲亚·埃雷拉命名。

##### 高速公路暴力镇压
2015年12月22日，阿根廷宪兵暴力镇压了一起切断里切里高速公路的禽业公司Cresta Roja员工示威活动，并命令示威者在五分钟内离开高速公路。据示威者称镇压行动分为两次，间隔几小时，宪兵使用棍棒、橡膠子彈和水砲，致使10至12人受伤。工人代表称冲突是渗透到示威活动中的政治活动人士引发的。布利里奇称她下令宪兵使用“最低限度的武力”驱散示威者。同时一份安全部通报称工人党应对此事负责。工人党执行委员会回复称将对布里奇以誹謗罪提起刑事诉讼。
次日早称，工人党领袖与律师向玛丽亚·罗米尔达·塞尔维尼的布宜诺斯艾利斯第一联邦法庭提出申诉。政党领袖指控布利里奇的行为与阿尼瓦尔·费尔南德斯在2008年指控工人党参与萨米恩托线事件。数小时后，安全部发表声明否认了前一篇声明的内容，并申明“在安全方面，我们从未持有、也没有让工人党对这些事件负责”，之后申诉结案。

##### 2017年12月镇压行动

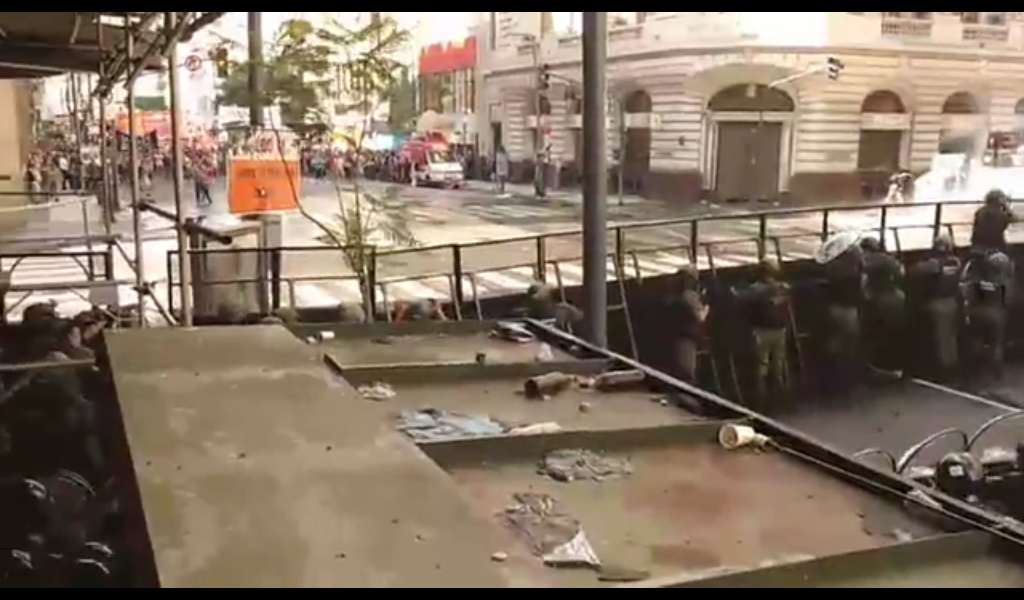
公安在米特雷街和卡亚俄大道交叉口设置围栏，防止抗议者在讨论养老金改革期间接近国会。

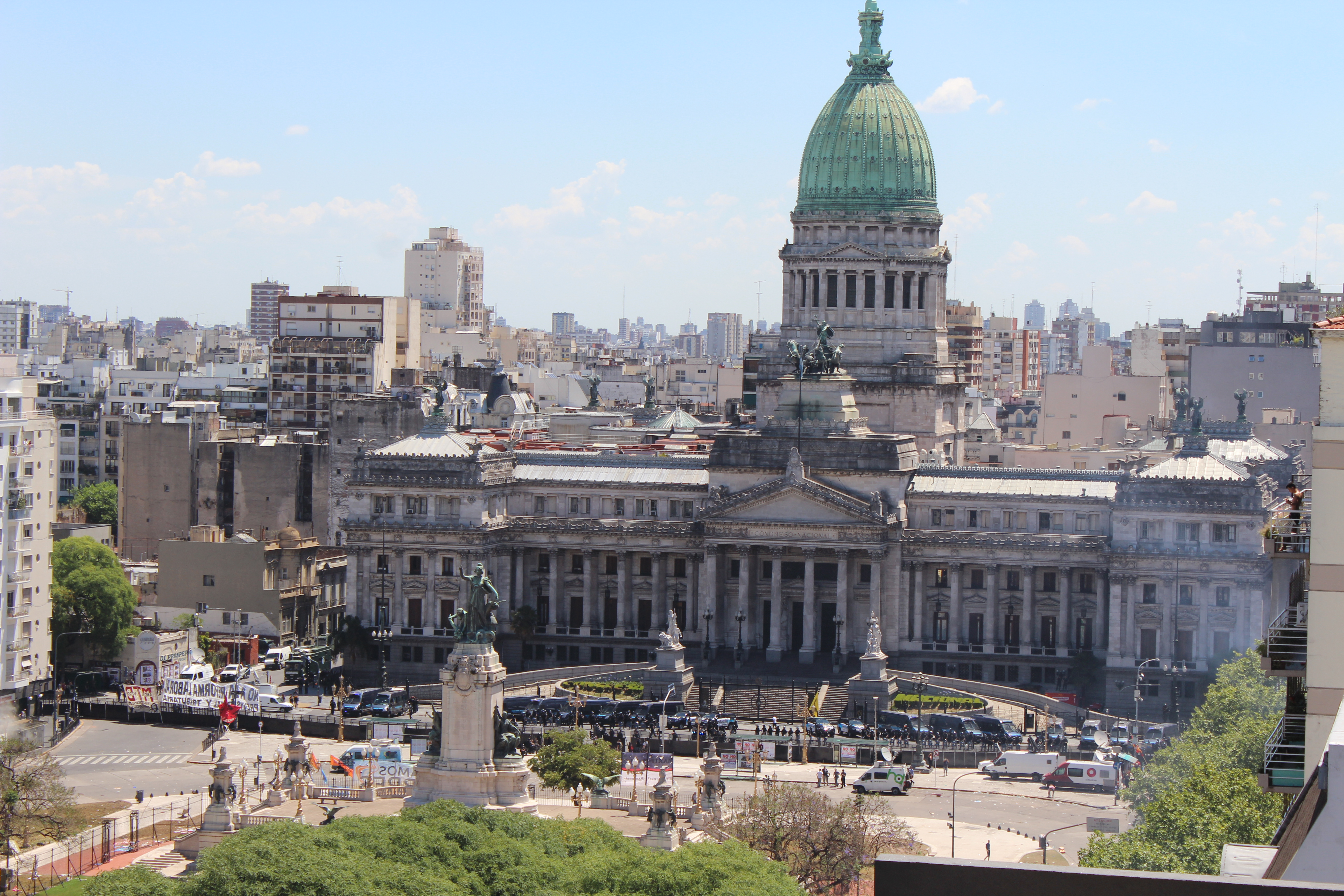
公安包围国会广场

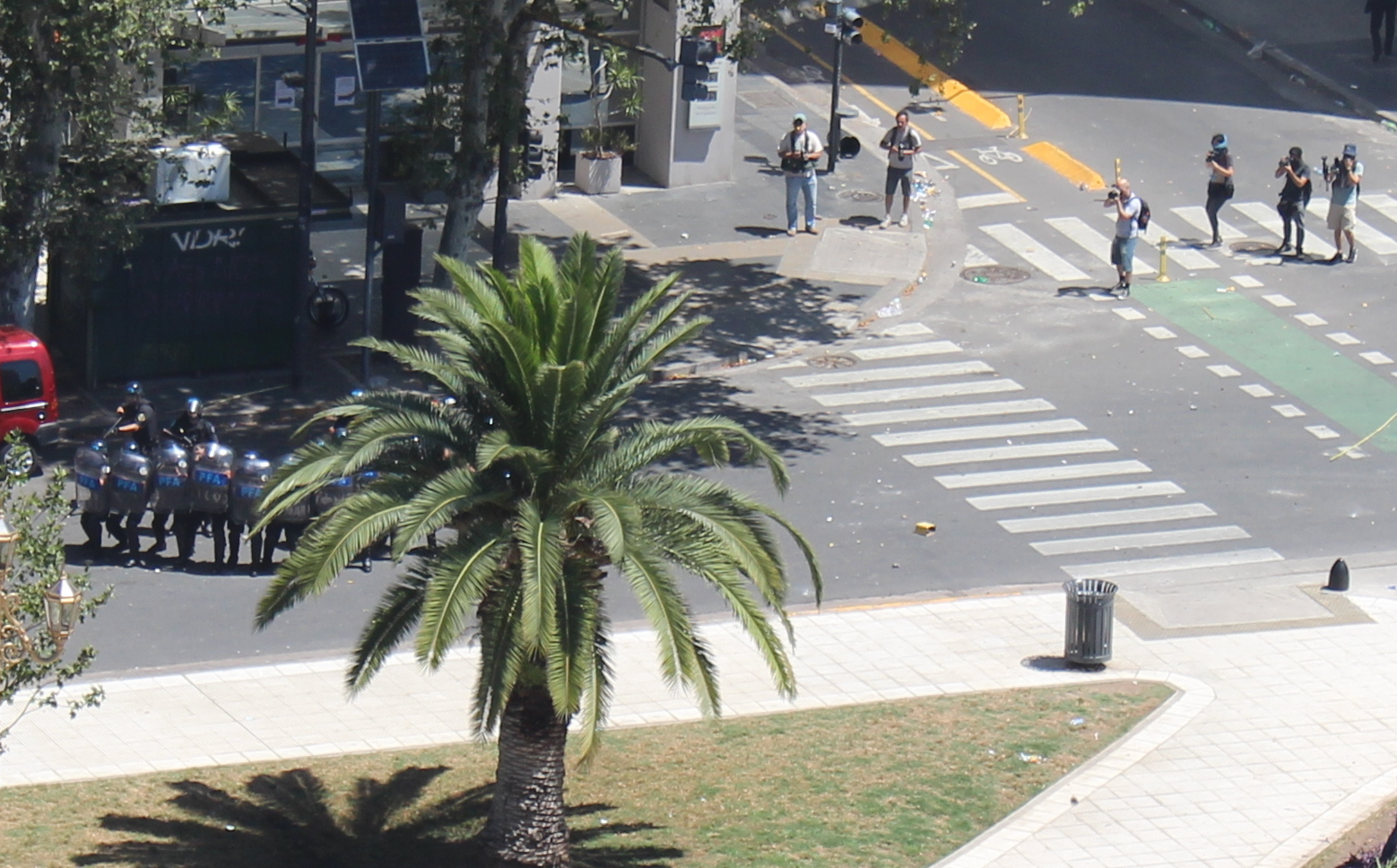
联邦警察

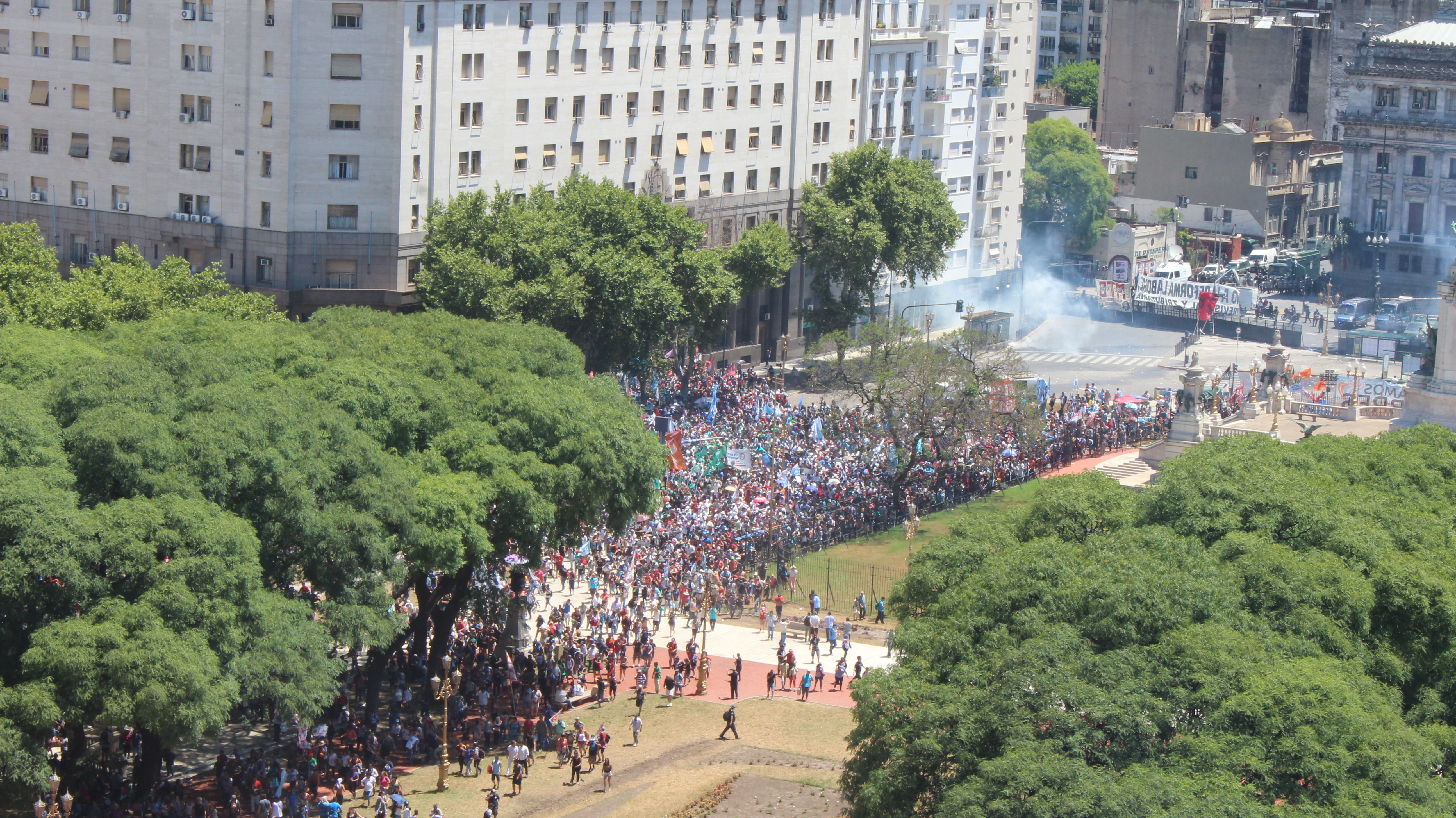
示威者遭到公安驱逐

2017年12月12日黄昏，针对第十一届世界贸易组织部长级会议的示威遭到镇压，造成人员受伤，数人遭到逮捕。
次日下午，国会宫前，一场反对修改退休金计算方式的法案的大规模示威遭到宪兵镇压，其中三名国会议员受伤。这群示威者与议员称想要给国会宫一个和平的“拥抱”。宪兵试图阻止示威者在国会广场扎营。
2017年12月14日，在阿根廷众议院就退休金改革法案进行辩论和投票时，国会宫遭到警力封锁，其中有280名联邦警察、900名宪兵、78名机场警察、110名海警，阻止反对党、社会组织、工会、人权组织等示威者通过。会议开始前，公安开始使用橡胶子弹、水炮车和催泪瓦斯驱散集中在国会广场和卡亚俄大道的示威者。在宪兵行动中，一名刚下班的25岁年轻女性遭到逮捕并猥亵。胜利阵线和公民团结议员也在国会门口遭到宪兵驱逐。会议之前，基什内尔主义者、艾薇塔运动和左翼议员举行了新闻发布会，谴责国会周围“前所未有的军事化程度”。同样指出众议院附楼也有宪兵。
几小时后，阿根廷十多个人权组织发表简短声明，要求停止镇压，并促请布利里奇“立即”辞职。
12月18日，政府高层决定解除布利里奇对国会安全行动的指挥权，交由布宜诺斯艾利斯市政府首脑奥拉西奥·罗德里格斯·拉雷塔和市警负责。
12月14日的行动导致30人受伤（其中9名警察）和22人遭到逮捕。最后行动致使48人遭到拘留。

##### 布宜诺斯艾利斯G-20峰会安全
2016年，阿根廷成为2018年G20峰会东道国。阿根廷历史首次在大型公共活动中建立核安全措施，同时在不同区域实施严格的安全规定。共有2万2千人参与安保工作。
由于预防工作的缘故，没有发生暴力事件。其中与计划游行组织的对话是保证峰会安全与抗议权的关键。安保工作也与布宜诺斯艾利斯市监察使合作，避免机构暴力。

##### 装备购买
2017年，阿根廷以5000万美元向以色列购买四艘武装船只。据阿根廷海军工业联合会（Federación de la Industria Naval Argentina）称，即便不装备武器，也可以以同样的价格建造20艘。另外指出，哥伦比亚向巴西售卖类似船只，每艘价格200万美元。本次交易的受益公司是马里奥·蒙托托的Codesur，他是布里奇与以色列当局的中间人。装备购买未经招标。每艘船的采购成本比上一年海警招标的三艘船只差距巨大。
2019年7月，宣布购买100支泰瑟枪，供联邦警察和机场警察在铁路和机场航站楼使用。

#### 网络安全
当年年中，安全部购买了以色列间谍软件飞马被曝光。2018年，由于刑法改革，行政机关试图使该程序合法化，即使没有法院命令，也可以通过手机、电脑和其他设备监控任何公民。
在她执政期间，政府网站和社交网络上遭到各种黑客攻击，包括联邦警察、海警推特以及部长本人的推特。其中最严重的一次发生在2019年8月，联邦警察的数百份文件被泄露，其中包括窃听、文件和指纹。

#### 打击贩毒
2017年9日，医用大麻合法化并授权国家农业技术研究所和国家科学技术研究委员会种植大麻。该法亦规定安全部是颁布种植牌照的部门。2019年2月，决定胡胡伊省政府下CANNAVA S.E.负责种植。公司将在一个占地14,000公顷的国有农场上运营，并由胡胡伊省长儿子负责。
执政期间，与美国签署协议，其中包括与美国缉毒局在米西奥内斯省设立特遣部队。数月后，布利里奇宣布美国缉毒局将在阿根廷设立军事基地。2018年，圣菲检察官沃尔特·罗德里格斯谴责以布里奇为首的在圣菲行动的联邦力量的“机构腐败”程度“令人震惊”，并谴责他们与贩毒共谋。
根据布利里奇2019年11月的声明，共查获了810吨大麻，总价值510亿比索。

### 2023年总统选举
2022年9月1日宣布参选。
在竞选期间，布利里奇致信军队，承诺“为被判犯有反人类罪的士兵提供公平的解决方案”。

## 选举历史

### 行政机关
| 选举 | 职务                     | 政党 | 政党                   | 票数      | 票数  | 票数  | 结果 | Ref.    |
| 选举 | 职务                     | 政党 | 政党                   | 总和      | %     | P.    | 结果 | Ref.    |
| ---- | ------------------------ | ---- | ---------------------- | --------- | ----- | ----- | ---- | ------- |
| 2003 | 布宜诺斯艾利斯市政府首脑 |      | 重建布宜诺斯艾利斯联盟 | 171,765   | 9.76  | 第4名 | 落选 | [ 110 ] |
| 2023 | 阿根廷总统               |      | 合力改变               | 6,379,023 | 23.81 | 第3名 | 落选 | [ 111 ] |

### 立法机关
| 选举 | 职务       | 政党 | 政党     |      | 选区           | 票数    | 票数   | 票数  | 结果 | Ref.    |
| 选举 | 职务       | 政党 | 政党     | 总和 | 选区           | %       | P.     |       | 结果 | Ref.    |
| ---- | ---------- | ---- | -------- | ---- | -------------- | ------- | ------ | ----- | ---- | ------- |
| 1993 | 国家众议员 |      | 正义党   | 3    | 布宜诺斯艾利斯 | 628,506 | 32.59% | 第1名 | 当选 | [ 112 ] |
| 2007 | 国家众议员 |      | 公民联盟 | 1    | 布宜诺斯艾利斯 | 279,775 | 15.29% | 第1名 | 当选 | [ 113 ] |
| 2011 | 国家众议员 |      | 公民联盟 | 1    | 布宜诺斯艾利斯 | 124,245 | 6.61%  | 第5名 | 当选 | [ 114 ] |

1. 1 2 3  该排名为政党选票上结果

## 争议

### 埃莉萨·卡里奥的谴责
2001年11月，众议员埃莉萨·卡里奥谴责时任劳动部长布利里奇是“臭名昭著的叛国者”，她与费尔南多·德拉鲁阿总统及其他内阁成员共谋，颁布“在确保公共行政人员养老金和工资的结算之前，国家政府也将保证债务债券的偿付”的政令。

### 醉酒驾驶
2009年4月，布利里奇在驾驶汽车时，受到交警拦检检查，经酒精测试，她的酒精浓度高于允许值。

### 迫害劳工
布利里奇上任不久，国家工人协会发表声明，指责该机构的官员以“迫害”的方式要求员工提供“工会、思想和政治倾向”，并指出，自新任部长上任以来，他们开始因为工人的“工会、思想和政治倾向”而迫害。她还被指控执行非法间谍任务，标记和识别参与反马克里政府动员的公职人员。

### 三起越狱
2015年12月27日，三名囚犯从布宜诺斯艾利斯省阿尔韦亚尔将军戒备等级最高的监狱越狱，他们在2008年犯下罗德里格斯将军区多起谋杀案。经全国动员，他们于2016年1月9日至11日被抓获。

### 圣地亚哥·马尔多纳多案

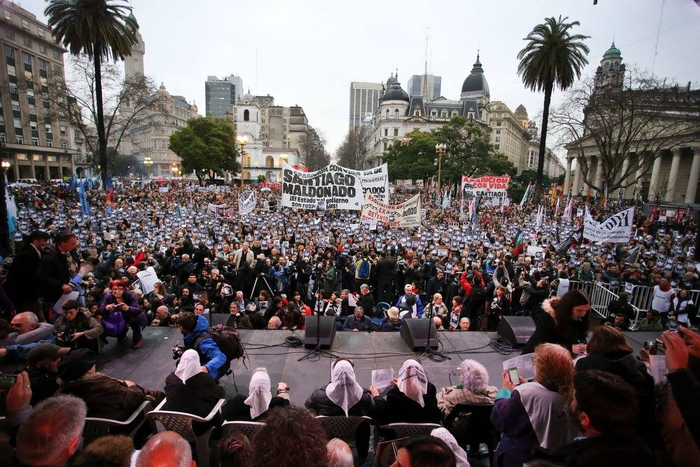
为圣地亚哥·马尔多纳多活着出现的游行仪式

2017年8月1日，圣地亚哥·马尔多纳多失踪于库斯阿门，当时宪兵基于联邦法院的命令下，驱散国道40号上对逮捕马普切祖先抵抗运动创始人法昆多·霍内斯·瓦拉（Facundo Jones Huala）的抗议活动。法昆多被指控在当地纵火、非法携带武器和违反移民法，并收到智利的引渡请求。在国道40号驱逐之后，宪兵被指暴力进入马普切社区以逮捕抗议者，在这其中马尔多纳多的失踪了。
77天后，他的尸体在丘布特河被发现，遗体缠在灌木丛中，而身份证就在口袋里。圣地亚哥案落在了政治风暴的中心，他的失踪发生在议会初选之前。
阿根廷联邦法院对此事立案两起，分别是调查失踪事件和调查搜查的合法性，以及向联合国迫失踪问题委员会（该委员会在尸体发现后就撤出调查）和美洲人权委员会提交报告。这项措施由来自非政府组织常设人权问题大会卡洛斯·冈萨雷斯·金塔纳律师发起，他向美洲人权委员会提交一系列证据，但被检方调查全面驳回。其人于2019年受科尔多瓦律师协会纪律庭撤销执照。由于宪兵受安全部控制，因此布里奇与巴勃罗·诺切蒂也受到调查。
尸检表明他死于溺水，排除与谋杀相关的瘀伤或创伤的存在。2018年11月，法官以此结案并释放唯一的嫌疑人，宪兵埃曼努埃尔·埃查苏。判决受到上诉，2019年9月里瓦达维亚海军准将联邦法院作出裁决，驳回了强迫失踪的假设，但对其他假设的调查仍处于开放状态。2019年12月，联邦刑事上诉法院决定任命新法官继续调查该案。
2023年，法院宣布四名宪兵无罪释放。罗森市联邦法官古斯塔沃·耶拉表示“2017年7月31日和8月1日发生的事件，绝无构成犯罪的行为。”同样，法官认定其遗体“被水下的杂草缠绕，使其无法移动”。

##### 拉斐尔·纳韦尔案

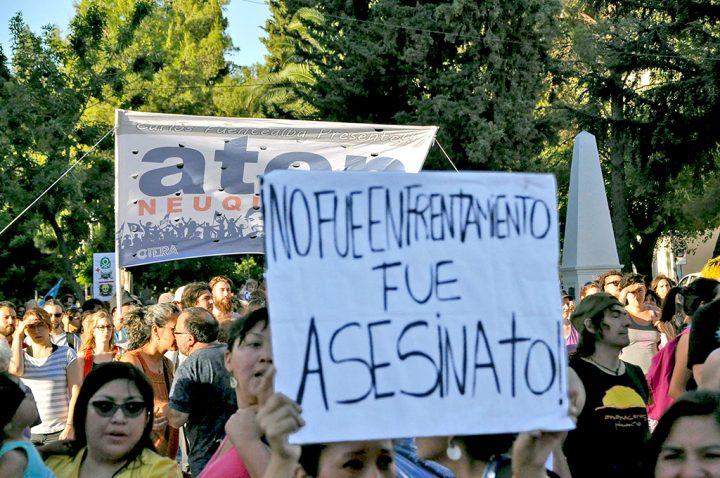
巴里洛切抗议海警的行为的游行

2017年12月25日，22岁马普切人拉斐尔·纳韦尔遭到阿根廷海警一发铅弹击中背部身亡。事件背景是里奥内格罗省马斯卡迪湖附近马普切人的土地纠纷。事发两天前，他们遭到暴力驱逐。同一个地方，一名20岁女孩也被枪伤。
在新闻发布会上，布利里奇部长和司法部长赫尔曼·加拉瓦诺坚称，纳韦尔的死亡是海警合法行为的结果，受害者属于“一个不受法律约束的‘团体’，并试图强占土地”，他们配备“大口径武器”攻击安全部队。
2019年5月，罗卡将军联邦法院驳回了自卫理论，裁定被指控的五名海警中四人缺乏法律依据，并下令以“严重谋杀罪”逮捕海警。判决指出安全部宣称的版本存在虚假信息，认为“并非正当防卫，而是一场屠杀”。

##### 乔科巴尔案
2017年12月8日，一名美国游客在布市博卡区遭到两名犯罪分子抢劫，致使重伤。随后布宜诺斯艾利斯省警察路易斯·乔科巴尔追击，并击毙其中一人。乔科巴尔坚称，罪犯试图用刀袭击他时，他开枪反击，但布宜诺斯艾利斯市政府的一段视频显示，乔科巴尔在罪犯逃跑时从背后开枪，随后倒地。该案法官认为乔科巴尔犯有“严重谋杀罪”，下令起诉。
乔科巴尔的表现得到了马克里总统和布利里奇的支持。
2021年5月，第二少年法庭判决乔科巴尔在履行职务时犯有严重谋杀罪。

### 种族主义指控
2017年1月初，社会团体Barrios de Pie向国家反对歧视、仇外心理和种族主义研究所举报布利里奇，她曾在一次电台采访中表示“巴拉圭公民或秘鲁公民来到这里，最终因为毒品管制而自杀。犯下贩毒罪的外国人集中程度令人担忧，我国因贩毒而入狱的人中有33%是外国人”。据举报者称，这是一种“基于仇外观念的污名化”，因为根据最近的官方统计，被拘留者中只有5%来自邻国。